# مصطفى النجار (سياسي)
الدكتور مصطفى النجار (4 مايو 1980) طبيب أسنان ومدوّن وناشط سياسي مصري، وأحد مؤسسي حزب العدل وبرلماني سابق، كان نائبا في مجلس الشعب، حيث فاز بالمقعد الفردي (فئات) بدائرة مدينة نصر والقاهرة الجديدة في جولة الإعادة للمرحلة الأولى من انتخابات مجلس الشعب المصري 2011-2012. ويسكن النجار بالحي الثامن بمدينة نصر شرقي القاهرة.

## السيرة الذاتية
- درس طب الاسنان بجامعة الأزهر بالقاهرة ثم درس الاعلام بعد دراسة الطب بجامعة القاهرة والجامعة الأمريكية.
- عمل باحثا في مشروع توثيق الحركات الاجتماعية في قسم العلوم السياسية بالجامعة الأمريكية بالقاهرة عام 2009.
- نشط في التدوين وحقوق الإنسان حيث فاز بجائزة أحد أفضل خمس مدونين عرب في مجال حقوق الإنسان عام 2009 وكرّمه ببيروت مركز معلومات حقوق الإنسان.
- بدأ العمل العام مبكراً حيث ترشح في انتخابات «اتحاد طلاب المدارس الثانوية» و«انتخابات اتحاد الطلاب» بالجامعة وواجهه الشطب والحرمان من الترشح أكثر من مرة بسبب آراءه المعارضة للنظام.
- نشط في العمل الخيري والاجتماعي وتطوير العشوائيات، وهو عضو بعدد من منظمات المجتمع المدني ويمارس نشاطه المدني الخيرى والتنموي والحقوقي منذ عشر سنوات.
- منسق «شبكة صحفيون ومدونون عرب من أجل حقوق الإنسان» وهي شبكة حقوقية عربية مقرها بيروت.
- من أوائل الأطباء المصريين الشباب الذين سافروا الي غزة أثناء الحرب على غزة لعلاج الجرحي وتوثيق جرائم الحرب طبيا واعلاميا وحقوقيا.
- أحد مؤسسى الجمعية الوطنية للتغيير وواحد من رموزها الشابة قبل الثورة، كما تولى منصب منسق «الحملة الشعبية لدعم البرادعي ومطالب التغيير» قبل الثورة.
- اعتقله أكثر من مرة النظام السابق نظرا لنشاطه السياسي، منها شهر يناير عام 2010 بنجع حمادي عقب زيارة وفد المدونين والنشطاء للعزاء في ضحايا مذبحة نجع حمادي من الأقباط، وكان آخرها مساء يوم 25 يناير 2011 بعد فض الاعتصام بميدان التحرير واصابته.
- كتب مقالات رأي بشكل دورى بعدد من الصحف منها جريدة الشروق والمصري اليوم والوطن واليوم السابع، وله مجموعة قصصية أدبية منشورة.
- له عدة أوراق بحثية منشورة عن التحول الديمقراطي، الإسلام والديموقراطية والحركات الاحتجاجية
- قام بعد الثورة بتأسيس حزب العدل مع عدد من شباب الثورة وهو أول حزب شبابى مصري ضم عددا كبيرا من شباب الثورة
- فاز في شهر ديسمبر 2011 بالمقعد الفردي (فئات) بدائرة مدينة نصر والقاهرة الجديدة في جولة الإعادة للمرحلة الأولى من انتخابات مجلس الشعب المصري 2011-2012.

## اختفاؤه
في سبتمبر 2018 اختفى النجار وانتشر هاشتاج في وسائل التواصل يتساءل عن مكانه. وأعلنت السلطات الرسمية نفيا بمعرفة مكانه أو إلقاء القبض عليه.